# Давниця (мікрорайон в Хирові)
Давниця — один з районів нежитлової, малоповерхової переважно відпочинкової забудови міста Хирів.

## Історія
Давниця колишнє поселення осадників, розташовувалось в долині віділеною колією від головної дороги. В 1938 встановлено скульптуру Ісуса Христа на Давниці.Нині місцевість Давниця є частиною міста Хирів

## Географія
Давниця розташовується в північній частині міста Хирів, та є найвіддаленішим мікрорайоном міста, неподалік Давниці проходить автошлях Т 1418